# La Galaxie Gutenberg

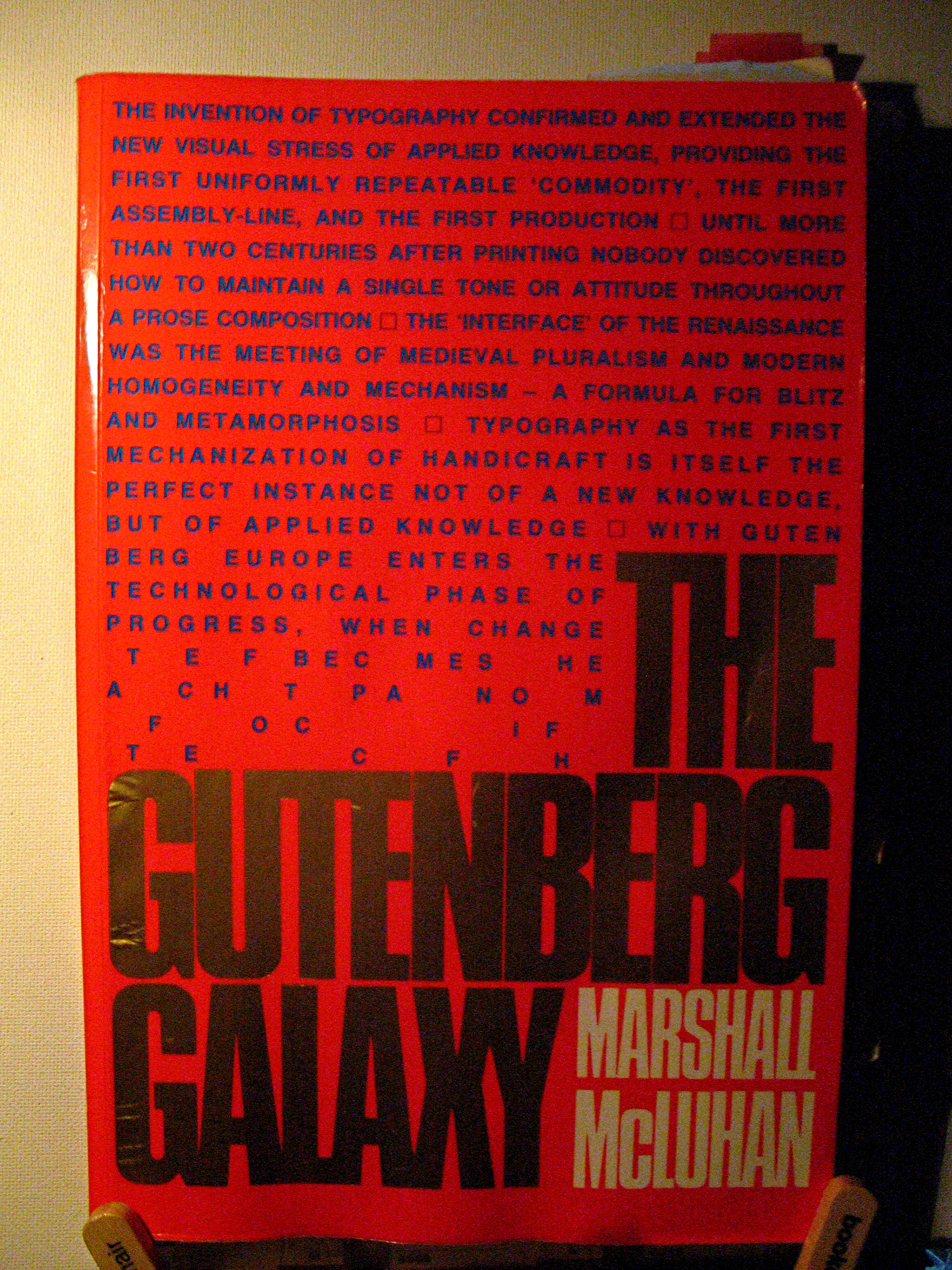
La galaxie Gutenberg

La Galaxie Gutenberg est un essai du philosophe Marshall McLuhan, l'un des fondateurs des études contemporaines sur les médias. Cet ouvrage paru en français en 1967 est la traduction de The Gutenberg Galaxy: The Making of Typographic Man (1962).

## Description
Contrairement aux livres savants structurés de façon hiérarchique, cet ouvrage est composé en une mosaïque de 108 courts chapitres non numérotés, qui ne s'enchaînent pas de façon linéaire et dont les titres visent à piquer la curiosité, parfois au risque de la provocation : 

« * La schizophrénie est peut-être une conséquence inévitable de l'alphabétisation. (p. 38)
* L'interdépendance nouvelle qu'impose l'électronique recrée le monde à l'image d'un village global. (p. 52)
* Thomas d'Aquin explique pourquoi Socrate, le Christ et Pythagore n'ont pas confié leurs enseignements à l'écriture. (p. 146) »

Le lecteur est ainsi amené à explorer diverses questions qui font ressortir les spécificités de l'imprimé par rapport au manuscrit ou à celles de l'échange verbal et de la télévision. Dans cet ouvrage, développant l'idée selon laquelle une société se façonne par le progrès technique, McLuhan  identifie quatre grandes époques en fonction du média dominant : (1) l'époque tribale où domine l'oralité — dont les caractéristiques ont été étudiées par son étudiant Walter Ong — et où la mémoire joue un rôle capital; (2) la culture du manuscrit où l'enluminure est très importante et constitue une facette de l'art de la mémoire; (3) l'invention des caractères typographiques mobiles permet la naissance de l'imprimerie et l'avènement de la galaxie Gutenberg; (4) les communications électroniques abolissent la distance et entraînent une extension de nos sens en même temps que le monde se transforme en un vaste cerveau électronique régissant le village global qu'est devenue la planète. 

Au moment de la rédaction de ce livre, McLuhan voyait donc la société en train de quitter la « galaxie Gutenberg » pour entrer dans la « galaxie Marconi ». En se focalisant sur le livre en tant que média de communication, 

« McLuhan parvient à élucider le rôle du livre dans la formation de la notion d'individu, dans la construction de la nation, dans la fragmentation de la sensibilité et dans l'éclatement du sensus communis. Il fait de l'imprimerie le prototype de la chaîne de montage, tributaire de quelques pièces indéfiniment interchangeables qui permettent de produire massivement des biens de consommation interchangeables. »

Certains en ont conclu que c'en était fini de l'information imprimée. Or, c'est dans les pays où elle était le plus diffusée que, dans un premier temps, la presse quotidienne, malgré l'essor de la télévision, a continué à se développer le plus : en délivrant une information plus rapide mais plus brute, les médias électroniques ont augmenté le besoin de vérifier et d'étayer la véracité des informations. Des spécialistes ont ainsi établi que vingt minutes de journal télévisé correspondaient à seulement trois colonnes de texte d'un quotidien.
Comme le remarque Richard Cavell, « La forme matérielle de La galaxie Gutenberg rompt de manière radicale avec le livre en tant que média, puisque 110 appels de note avec astérisques y renvoient à un texte absent, c'est-à-dire celui du Livre lui-même, culturellement marginalisé, selon la vision nmcluhanesque, à l'ère des communications électroniques. »
En même temps, McLuhan ne croit pas que le format matériel du livre soit dépassé. Il manifeste beaucoup d'intérêt pour le livre d'artiste dans The Medium is the Massage (1967) ainsi que pour la typographie : « [ses] expériences typographiques, notamment Verbi-Voco-Visual Explorations (1967) ont fortement marqué l'évolution de la typographie au Canada. »
Depuis le début du XXe siècle, le monde est passé d'une civilisation de l'imprimé marquée par l'individualisme à celle de l'électricité, qui a permis le retour de l'oral comme moyen de communication. C'est ainsi que la planète  est devenue un « village global » où chacun est le voisin de l'autre. Loin de considérer cette éventualité comme particulièrement réjouissante, McLuhan est bien conscient que « ce processus de retribalisation est intrinsèquement porteur d’une violence liée à des quêtes d’identité conflictuelles » ainsi que le signale Douglas Coupland et comme le confirme la résurgence observée au début du XXIe siècle des nationalismes exacerbés par des leaders populistes.

## Réception
L'ouvrage a été abondamment discuté dès sa parution. En 1974, Raymond Williams lui reproche son déterminisme technologique. Dans l'importante biographie que lui consacre Philip Marchand en 1989, Neil Postman rappelle toutefois le pouvoir heuristique des hypothèses de McLuhan. Pour Douglas Coupland, les prédictions de McLuhan se sont réalisées, notamment en ce qui concerne l'interdépendance électronique dans un village global. Il a aussi prédit avec assez d'exactitude la sphère médiatique actuelle.